# ولفراتزهاوزن
۴۷°۵۵′ شمالی ۱۱°۲۵′ شرقی / ۴۷٫۹۱۷°شمالی ۱۱٫۴۱۷°شرقی
شهر ولفراتزهاوزن (به آلمانی: Wolfratshausen) در ایالت بایرن در کشور آلمان واقع شده‌است.